# Rio Bibi
O Rio Bibi é um curso de água de São Tomé e Príncipe, localizado na ilha do Príncipe. Este curso de água corre para Este até encontrar o mar entre a Praia Grande e a Praia Seca, próximo à Ponta Café e ao Pico Negro.